# Hobart (Oklahoma)
Hobart es una ciudad ubicada en el condado de Kiowa en el estado estadounidense de Oklahoma. En el año 2010 tenía una población de 	3756 habitantes y una densidad poblacional de 447,14 personas por km².

## Geografía
Hobart se encuentra ubicada en las coordenadas 35°1′35″N 99°5′27″O / 35.02639, -99.09083 (35.026276, -99.090876).

## Demografía
Según la Oficina del Censo en 2000 los ingresos medios por hogar en la localidad eran de $25,781 y los ingresos medios por familia eran $35,313. Los hombres tenían unos ingresos medios de $24,821 frente a los $20,345 para las mujeres. La renta per cápita para la localidad era de $13,729. Alrededor del 20.0% de la población estaban por debajo del umbral de pobreza.